# Rudnitchar (Schiff)
Die Rudnitchar war ein 1872 gebautes bulgarisches Küstenfrachtschiff. 1939/40 brachte sie über 1600 jüdische Flüchtlinge von Bulgarien in das unter britischer Verwaltung stehende Völkerbundsmandat für Palästina und sank 1942 in deutscher Charter am Bosporus.

## Bau und technische Daten
Das Schiff wurde auf der Werft Motala Verkstad im schwedischen Motala unter der Baunummer 65 im Jahre 1872 als Eisenschiff gebaut und mit dem Namen Siri abgeliefert. Die Länge des Schiffes betrug 36,36 Meter, es war 6,97 Meter breit und wies einen Tiefgang von 3,62 Metern auf. Es war mit 269 BRT bzw. 160 NRT vermessen. Der Antrieb bestand aus einer Zweizylinder-Verbunddampfmaschine von Eriksbergs Mekaniska Verkstad aus Göteborg, die auf eine Schraube wirkte.

## Geschichte

### Schwedischer Frachter in der Ostsee
Über 60 Jahre versah das kleine Küstenfrachtschiff seinen Dienst anscheinend unspektakulär und geräuschlos, denn es liegen nur bruchstückhafte Informationen zur Geschichte der Siri vor: Nach der Ablieferung 1872 an eine namentlich nicht bekannte Reederei führte der Dampfer die schwedische Flagge und wurde später als Holzfrachter bezeichnet. Erst für 1899 folgen die nächsten Aufzeichnungen, als das Schiff verkauft wurde und nicht näher bezeichnete Umbauten stattfanden, die selbst zu einem Eintrag in Lloyd’s Register führten. Neue Eigentümerin war die Stockholmer Reederei C. B. Below. Das Schiff erhielt den Namen Serla und das Rufzeichen „HJGV“, Heimathafen war Stockholm. Die Reederei behielt die Serla bis 1919 und verkaufte sie anschließend nach Griechenland.

### Griechischer und Bulgarischer Frachter im Mittelmeer und Schwarzen Meer
In Griechenland gaben die Eigentümer der ebenfalls nicht bekannten Reederei dem Dampfer den Namen Demosthenes. Ob 1936 mit dem neuen Namen Aghios Nicolaos auch ein Besitzerwechsel einher ging, ist offen. Mehr ist aus dieser Zeit nicht bekannt. Diese Aghios Nicolaos – ein in der griechischen Schifffahrt häufig verwendeter Name – ist nicht zu verwechseln mit dem späteren Flüchtlingsschiff gleichen Namens, das Baruch Confino, Organisator von Flüchtlingstransporten von Bulgarien nach Palästina, einsetzte. Das von ihm genutzte Schiff war 1899 gebaut worden und mit 1106 BRT vermessen.
1937 wechselte das Schiff erneut den Besitzer: Käufer war die in Warna ansässige Kupfererz-Bergwerk-Gesellschaft, die dem Schiff den Namen Rudnitchar (bulgarisch Рудничаръ ‚Bergmann‘) gab. Die Gesellschaft nutzte die Rudnitchar für den Erztransport zwischen Burgas und Warna sowie türkischen Häfen. Berichtet wurde zudem von Kohletransporten, die im Sommer 1939 mit dem Schiff durchgeführt worden sein sollen.

### Zionistisches Flüchtlings- und Einwanderungsschiff

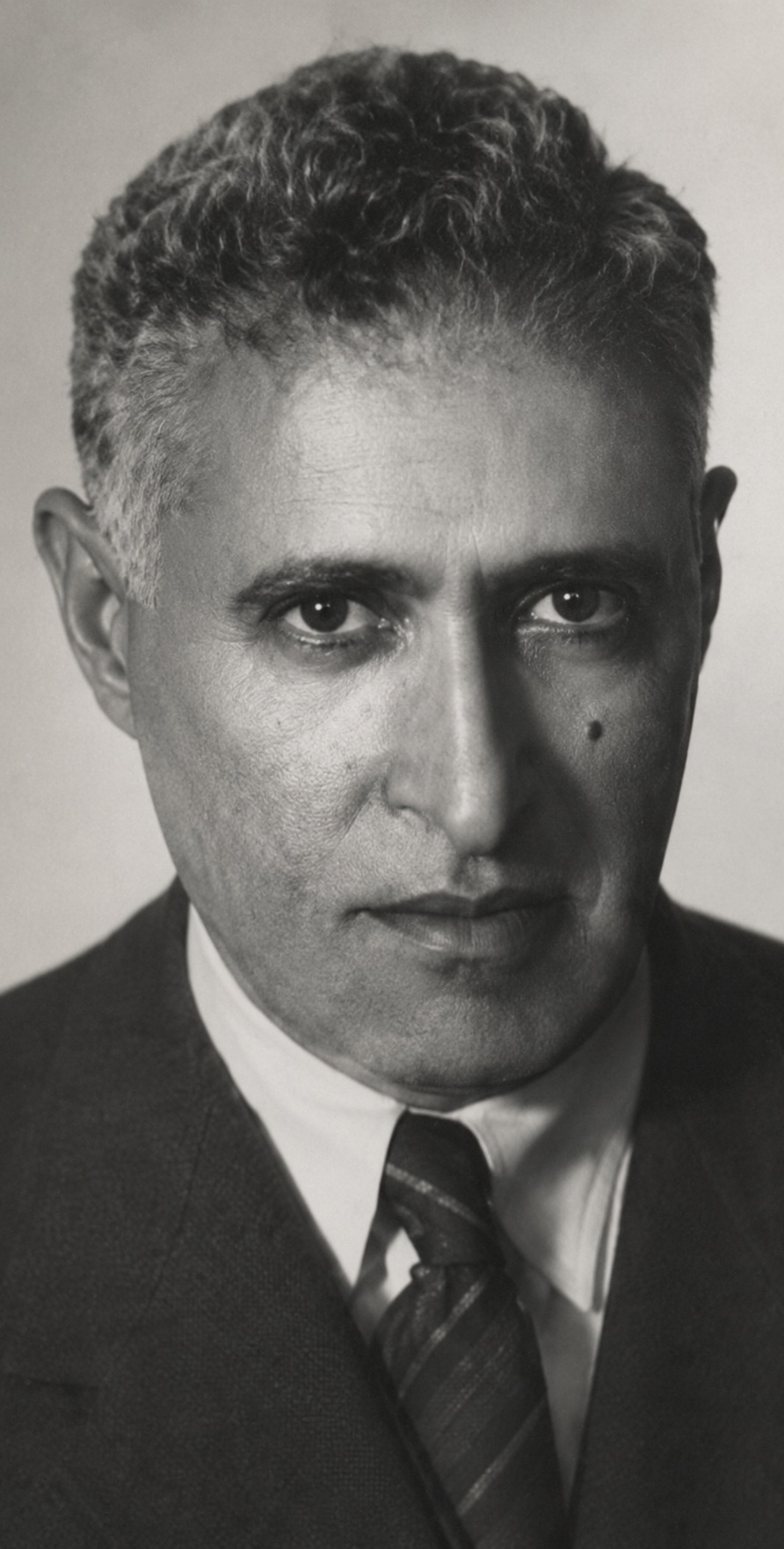
Baruch Konfino

Zu dieser Zeit wurde der in Warna ansässige und für verschiedene zionistische Organisationen tätige jüdische Augenarzt Baruch Konfino, der bereits im Mai 1939 die Fahrt der Kraljica Maria („Königin Maria“) mit 350 Flüchtlingen erfolgreich organisiert hatte, auf die im Hafen von Warna liegende Rudnitchar aufmerksam. Das Schiff war sowohl hochseetauglich als auch für Fahrten auf der Donau geeignet und damit ideal für den Transport von Flüchtlingen. Er erwarb den Dampfer für die Society Traffic im Spätsommer 1939 und ließ ihn unter Beibehaltung des Namens auf einer Werft in Warna zum Flüchtlingsschiff für die illegale Einwanderung nach Palästina (Alija Bet) herrichten. In den Laderäumen wurden Holzpritschen eingebaut, so dass das Schiff zunächst gut 300, später 450 bis 500 Personen aufnehmen konnte. In vier Fahrten brachte die Rudnitchar von August 1939 bis Januar 1940 insgesamt 1635 (n. a. A. 1638) jüdische Flüchtlinge in das unter britischer Verwaltung stehende Völkerbundsmandat für Palästina.
Die erste Fahrt begann am 1. August 1939. Auf ihr beförderte die Rudnitchar 305 Flüchtlinge nach Palästina, wo das Schiff am 10. August ankam. Für die nächsten Reisen kaufte er zusätzlich die Motorsegler Bopha und Kooperator. Vom 30. August nahm die Rudnitchar zunächst in Warna, anschließend im rumänischen Constanța und in Burgas zusammen 368 Flüchtlinge auf. Die Landung erfolgte mit Hilfe von mitgeführten Booten und der Bopha am 19. September bei Herzlia. Für die dritte Fahrt fuhr der Dampfer zunächst am 29. September von Warna nach Brăila in Rumänien, um Flüchtlinge aufzunehmen, kehrte am 26. Oktober nach Warna zurück und startete mit 457 Juden am 1. November und der Kooperator im Schlepp nach Palästina. Beschädigt durch einen Sturm und einen Zwischenaufenthalt für Notreparaturen, erreichte die beiden Schiffe am 14. November das Ziel. Mithilfe der Ruderboote und der Kooperator wurden die Flüchtlinge bei Sydne Ali, etwa 25 Kilometer von Haifa entfernt, an Land gebracht. Zur vierten Reise startete die Rudnitchar zusammen mit dem neu angeschafften Motorsegler Orlik am 1. Dezember zunächst nach Sulina und übernahm dort Flüchtlinge. Mit weiteren Flüchtlingen, die anschließend in Warna zustiegen, begann die Fahrt am 26. Dezember mit insgesamt 505 Passagieren und der Orlik im Schlepp. Beide Schiffe erreichten die palästinensische Küste am 7. Januar 1940 und brachten die Flüchtlingen an Land.
Die geplante fünfte Reise kam nicht mehr zustande. Unklar ist, ob britischer Druck oder ein Verbot des bulgarischen Außenministeriums der Grund für die Absage der Fahrt war. Angesichts der Situation wechselte Baruch Konfino das Schiff und setzte seine Arbeit zunächst mit der Libertad, dann der Salvador und später der Struma fort.

### In deutscher Charter und Verbleib
Nach der vierten Fahrt kehrte die Rudnitchar am 20. Januar 1940 nach Warna zurück. Dort charterte eine deutsche Firma den alten Frachter von der Society Traffic für den Erztransport.
Knapp anderthalb Jahre später übernahm die Deutsche Kriegsmarine das Schiff am 9. Juli 1941, das weiterhin den Namen Rudnitchar behielt. Die Kriegsmarine plante, es als Ersatz der Rila für Sonderunternehmen zu nutzen. Die Rila war ursprünglich als Schiff 19 zur U-Boot-Falle ausgerüstet worden, wurde aber von der Marine für die Geleitsicherung im Schwarzen Meer eingesetzt. Von der Rudnitchar liegen erst wieder für Februar 1942 Informationen vor, als sie am 17. Februar 1942 beim Anlaufen an den Bosporus durch einen Eisblock schwer beschädigt und die Bergung des Schiffes versucht wurde. Danach fehlen weitere Aufzeichnungen zum Schiff und dieses Datum wird als Untergangsdatum geführt.